# آرفودسونیت
آرفودسونیت (Arfvedsonite) با فرمول شیمیایی [Na][Na۲][(Fe۲+)۴Fe۳+][(OH)۲|Si۸O۲۲] کانی آمفیبول سدیم با ساختار بلوری تک‌شیب است. این کانی ترد است و رنگ آن در برابر شعله سبز رنگ می‌شود و در اسیدها نامحلول است. کانی مشابه آن آکمیت است و بوسیلهٔ تفاوت آن‌ها در واکنش‌های شیمیایی و واکنش در برابر اشعهٔ X می‌توان آن‌ها را از هم تشخیص داد. ضریب شکست‌های آن nα=۱٫۶۵۲ - ۱٫۶۹۹ ،nβ=۱٫۶۶۰ - ۱٫۷۰۵ و nγ=۱٫۶۶۶ - ۱٫۷۰۸ است.

از کانی‌های مرتبط با آرفودسونیت، می‌توان از کوارتز، نفلین، کاتوفوریت، آلبیت، اژیرین و کروسیدولیت را نام برد.

آرفودسونیت، کمیاب است و می‌توان آن را در آلمان، نروژ، گرینلند، روسیه، آمریکا و .... پیدا کرد. این کانی در سال ۱۹۲۳ کشف شد و نام آن به افتخار شیمی‌دان سوئدی جان آگوست آرفودسون (۱۸۴۱-۱۷۹۲) انتخاب شده‌است.

## یادداشت
1. ↑  Johan August Arfwedson